# Callulops stictogaster
Callulops stictogaster är en groddjursart som först beskrevs av Richard G. Zweifel 1972.  Callulops stictogaster ingår i släktet Callulops och familjen Microhylidae. IUCN kategoriserar arten globalt som livskraftig. Inga underarter finns listade.